# 崔塗
崔 塗（さい と、854年 - ?）は、中国の唐の詩人。字は礼山。杭州富陽県の出身。

## 略歴
唐の光啓4年（888年）に進士合格した。一生漂流旅して、四川・貴州・江蘇・浙江・河南・甘粛を行き来した。

## 作品
『全唐詩』はその詩の一巻を収録する。

## 評価
清の劉熙載の『芸概・詩概』：「五言無閑字易、有余味難。」